# Gunnar Ström (militär)
Gunnar Edward Ström, född den 18 januari 1887 i Stockholm, död där den 1 oktober 1941, var en svensk militär.
Ström blev underlöjtnant vid Fortifikationen 1907 löjtnant där 1911 och kapten 1918. Han var lärare vid krigsskolan 1923–1931. Ström befordrades till major 1930 och chef för truppavdelningen vid Fortifikationens huvudstation och Fortifikationsdepartementets truppbyrå 1932. Han blev överstelöjtnant 1934 och chef för Bodens ingenjörkår samma år. Ström befordrades till överste 1937 och blev stabschef vid ingenjörinspektionen samma år. Han blev chef för Göta ingenjörkår 1940 och för Svea ingenjörkår 1941. Ström invaldes som ledamot av Krigsvetenskapsakademiens andra klass 1937. Han blev riddare av Svärdsorden 1928 och av Vasaorden 1932. Ström är begravd på Norra begravningsplatsen utanför Stockholm.